# Municipio de Red Iron Lake
El municipio de Red Iron Lake (en inglés: Red Iron Lake Township) es un municipio ubicado en el condado de Marshall en el estado estadounidense de Dakota del Sur. En el año 2010 tenía una población de 201 habitantes y una densidad poblacional de 2,16 personas por km².

## Geografía
El municipio de Red Iron Lake se encuentra ubicado en las coordenadas 45°40′50″N 97°17′20″O / 45.68056, -97.28889. Según la Oficina del Censo de los Estados Unidos, el municipio tiene una superficie total de 93.03 km², de la cual 80,62 km² corresponden a tierra firme y (13,34 %) 12,41 km² es agua.

## Demografía
Según el censo de 2010, había 201 personas residiendo en el municipio de Red Iron Lake. La densidad de población era de 2,16 hab./km². De los 201 habitantes, el municipio de Red Iron Lake estaba compuesto por el 41,29 % blancos, el 58,21 % eran amerindios y el 0,5 % eran de una mezcla de razas. Del total de la población el 1,49 % eran hispanos o latinos de cualquier raza.